# Гуляницький Трифон Маркович
Гуляни́цький Три́фон Ма́ркович (нар. 21 січня (2 лютого) 1875 — 31 липня 1959) — більшовицький діяч, член ВУЦВК, Кіровоградський міський голова.

## Біографія
Народився 21 січня (2 лютого) 1875 року у Єлизаветграді в робітничій родині.
Працював у ливарному цеху заводу Ельворті. Служив у російській армії, потім знову працював на заводі в Одесі.
З початком Першої світової війни — на фронті.
В 1917 — один з організаторів єлизаветградської Ради робітничих і селянських депутатів; в січні 1918 — один з керівників більшовицького заколоту в Єлисаветграді. Влітку 1918 року створив і очолив більшовицький партизанський загін, що згодом переріс у 1-й комуністичний загін особливого призначення. Це утворення брало участь збройній боротьбі проти усіх політичних режимів в Україні.
Після встановлення більшовицької влади був завідувачем земельного відділу, робітничо-селянської інспекції, керуючим трестом, головою виконкому міської ради робітничих і селянських депутатів у Кіровограді, директором заводу.
Помер 31 липня 1959 року в Кіровограді.

## Нагороди і почесні звання
Нагороджений орденами Леніна і Червоного Прапора.
30 жовтня 1967 року присвоєне звання «Почесний громадянин міста Кіровоград».

## Пам'ять
У Покровському, а також у смт Доманівка встановлено пам'ятники.